# Болезнь к смерти
«Болезнь к смерти» (дат. Sygdommen til Døden) — сочинение о диалектике отчаяния, написанное датским философом Сёреном Обю Кьеркегором в 1849 году под псевдонимом Анти-Климакус. Первое упоминание о нём встречается в дневниках Кьеркегора в 1847 году. В записях этого времени грех определяется преимущественно как отчаяние.

## Общая идея
В сочинении датский мыслитель стремится привести читающего к христианской вере: «Христианин — единственный, кто знает, что такое смертельная болезнь. Он черпает из христианства храбрость, которой так недостаёт естественному человеку, — храбрость, получаемую вместе со страхом от крайней степени ужасного.»  В основу тематического зачина, давшего название «Болезни к смерти», положена евангельская притча о воскрешении Лазаря. Кьеркегор в этом произведении утверждает, что отчаяние — это грех, но отчаяние пред Богом — надежда на спасение.

## Некоторые изречения
- «Я это отношение, относящее себя к себе самому.»
- «Человек — это синтез бесконечного и конечного, временного и вечного, свободы и необходимости, короче говоря, синтез. Синтез — это отношение двух членов.»
- «Если человек, который отчаивается… сознаёт своё отчаяние, если он бессмысленно говорит об этом отчаяние как о чём-то пришедшем извне… если такой отчаявшийся из всех сил желает превозмочь своё отчаяние через самого себя и только через самого себя, он заявляет, что не может выйти из такого отчаяния и что все его усилия лишь глубже погружают его в отчаяние.»
- «Отчаяние — это внутреннее несоответствие в синтезе, когда отношение относится к себе самому.»
- «Смерть прекращает болезни, однако сама по себе не является конечной границей. Но „смертельная болезнь“ в строгом смысле слова означает недуг, который приводит к смерти, но за нею уже больше не следует ничего.»
- «Кем бы ты ни был, тебя, как и каждого из миллионов тебе подобных, вечность будет спрашивать лишь об одном: была или нет твоя жизнь причастна к отчаянию, верно ли, что, будучи отчаявшимся, ты вовсе не подозревал об этом, или же, что бежал от этого отчаяния в себе, как от тайной томительной тоски, как от плода преступной любви, или же будучи отчаявшимся и в ужасе избегая других, ты кричал от ярости. И если твоя жизнь была одним лишь отчаянием, всё остальное уже не важно. Были там победы или поражения — для тебя всё потеряно, вечность не признаёт тебя своим, она никогда не знала тебя, или, ещё того хуже, узнав тебя сейчас, она пригвоздит тебя к твоему собственному Я, к твоему Я отчаяния!»
- «Мука всегда остаётся в том, что невозможно избавиться от себя самого».
- «Отчаяние — это категория духовная».
- «Для духа нет непосредственного состояния здоровья».
- «Истинный священник — случай ещё более редкий, чем истинный поэт».